# Derby Łodzi w piłce nożnej
Derby Łodzi – Najbardziej znane jako derby piłkarskie pomiędzy dwoma łódzkimi klubami – Widzewem, a ŁKS-em. Ich początek datuje się na rok 1911 (ŁKS – TMRF „Widzew”). Początek meczów derbowych ŁKS – RTS „Widzew” to rok 1925 (mecze towarzyskie) lub 1926 (oficjalne rozgrywki). Są to jedne z najbardziej popularnych derbów sportowych w Polsce. W potyczkach obu drużyn to Widzew może cieszyć się z większej liczby zwycięstw niż ich lokalny rywal.

## Kluby
| Porównanie klubów       | Porównanie klubów                                                            | Porównanie klubów    |
| ----------------------- | ---------------------------------------------------------------------------- | -------------------- |
| ŁKS                     |                                                                              | Widzew Łódź          |
| 1908                    | rok założenia                                                                | 1910                 |
| 2                       | Mistrzostwa Polski                                                           | 4                    |
| 1                       | Puchary Polski                                                               | 1                    |
| 0                       | Superpuchary Polski                                                          | 1                    |
| 65                      | liczba sezonów w Ekstraklasie                                                | 35                   |
| 7                       | liczba sezonów w finałach nieligowych mistrzostw Polski                      | 0                    |
| 6.                      | miejsce w tabeli wszech czasów Ekstraklasy                                   | 9.                   |
| 28 sierpnia 1921        | debiut w rozgrywkach o mistrzostwo Polski                                    | 14 marca 1948        |
| 3 kwietnia 1927         | debiut w Ekstraklasie                                                        | 14 marca 1948        |
| 2                       | królowie strzelców Ekstraklasy                                               | 2                    |
| 5                       | liczba sezonów w klasie A przed utworzeniem Ligi                             | 1                    |
| 14                      | liczba spotkań w europejskich pucharach UEFA                                 | 66                   |
| 9 września 1959         | debiut w rozgrywkach europejskich UEFA                                       | 14 września 1977     |
| 18                      | liczba spotkań w europejskich pucharach poza UEFA (Puchar Intertoto do 1994) | 18                   |
| 62                      | liczba reprezentantów Polski                                                 | 49                   |
| I liga                  | obecny poziom ligowy (2024/2025)                                             | Ekstraklasa          |
| Stadion Miejski w Łodzi | stadion                                                                      | Stadion Widzewa Łódź |
|                         | współzałożyciel PZPN                                                         |                      |
|                         | współzałożyciel Ekstraklasy                                                  |                      |
|                         | uczestnik Ligi Mistrzów                                                      |                      |

## Historia
| Lp. | Poziom, rok | Bilans         | Bramki       |
| --- | ----------- | -------------- | ------------ |
| 1.  | PP, 1926    | 1-0-0 (+1)     | 3:0 (+3)     |
| 2.  | II, 1926    | 2-0-0 (+2)     | 8:2 (+6)     |
| 3.  | II, 1926    | 3-0-0 (+3)     | 15:3 (+12)   |
| 4.  | II, 1945    | 4-0-0 (+4)     | 19:4 (+15)   |
| 5.  | II, 1946    | 5-0-0 (+5)     | 24:6 (+18)   |
| 6.  | I, 1948     | 6-0-0 (+6)     | 30:8 (+22)   |
| 7.  | I, 1948     | 7-0-0 (+7)     | 36:9 (+27)   |
| 8.  | I, 1975     | 7-0-1 (+6)     | 37:11 (+26)  |
| 9.  | I, 1976     | 7-0-2 (+5)     | 37:14 (+23)  |
| 10. | I, 1976     | 7-1-2 (+5)     | 37:14 (+23)  |
| 11. | I, 1977     | 7-1-3 (+4)     | 37:15 (+22)  |
| 12. | PL, 1977    | 7-2-3 (+4)     | 38:16 (+22)  |
| 13. | I, 1977     | 8-2-3 (+5)     | 40:17 (+23)  |
| 14. | I, 1978     | 8-2-4 (+4)     | 40:20 (+20)  |
| 15. | I, 1978     | 8-2-5 (+3)     | 40:21 (+19)  |
| 16. | I, 1979     | 8-3-5 (+3)     | 41:22 (+19)  |
| 17. | I, 1979     | 8-4-5 (+3)     | 42:23 (+19)  |
| 18. | PP, 1979    | 8-5-5 (+3)     | 44:25 (+19)  |
| 19. | I, 1980     | 8-6-5 (+3)     | 45:26 (+19)  |
| 20. | I, 1980     | 8-7-5 (+3)     | 45:26 (+19)  |
| 21. | PP, 1980    | 9-7-5 (+4)     | 47:27 (+20)  |
| 22. | I, 1981     | 9-8-5 (+4)     | 48:28 (+20)  |
| 23. | I, 1981     | 9-8-6 (+3)     | 49:30 (+19)  |
| 24. | I, 1982     | 9-8-7 (+2)     | 50:33 (+17)  |
| 25. | I, 1982     | 9-9-7 (+2)     | 50:33 (+17)  |
| 26. | I, 1983     | 9-9-8 (+1)     | 51:36 (+15)  |
| 27. | I, 1983     | 9-9-9 (0)      | 52:39 (+13)  |
| 28. | PP, 1983    | 10-9-9 (+1)    | 54:40 (+14)  |
| 29. | I, 1984     | 10-10-9 (+1)   | 57:43 (+14)  |
| 30. | I, 1984     | 10-10-10 (0)   | 57:44 (+13)  |
| 31. | I, 1985     | 10-10-11 (+1)  | 58:48 (+10)  |
| 32. | I, 1985     | 10-11-11 (+1)  | 58:48 (+10)  |
| 33. | I, 1986     | 10-12-11 (+1)  | 58:48 (+10)  |
| 34. | I, 1986     | 11-12-11 (0)   | 59:48 (+11)  |
| 35. | I, 1987     | 11-12-12 (+1)  | 59:49 (+10)  |
| 36. | I, 1987     | 11-12-13 (+2)  | 59:50 (+9)   |
| 37. | I, 1988     | 12-12-13 (+1)  | 60:50 (+10)  |
| 38. | I, 1988     | 13-12-13 (0)   | 61:50 (+11)  |
| 39. | I, 1989     | 13-12-14 (+1)  | 62:53 (+9)   |
| 40. | I, 1989     | 13-13-14 (+1)  | 63:54 (+9)   |
| 41. | I, 1990     | 14-13-14 (0)   | 64:54 (+10)  |
| 42. | I, 1991     | 14-14-14 (0)   | 65:55 (+10)  |
| 43. | I, 1992     | 15-14-14 (+1)  | 67:55 (+12)  |
| 44. | I, 1992     | 15-15-14 (+1)  | 70:58 (+12)  |
| 45. | I, 1993     | 15-15-15 (0)   | 70:60 (+10)  |
| 46. | I, 1993     | 16-15-15 (+1)  | 71:60 (+11)  |
| 47. | I, 1994     | 16-16-15 (+1)  | 71:60 (+11)  |
| 48. | I, 1994     | 16-16-16 (0)   | 73:64 (+9)   |
| 49. | I, 1995     | 16-16-17 (+1)  | 73:65 (+8)   |
| 50. | I, 1995     | 16-16-18 (+2)  | 74:68 (+6)   |
| 51. | I, 1996     | 16-17-18 (+2)  | 75:69 (+6)   |
| 52. | I, 1996     | 16-18-18 (+2)  | 76:70 (+6)   |
| 53. | I, 1997     | 17-18-18 (+1)  | 77:70 (+7)   |
| 54. | I, 1997     | 17-18-19 (+2)  | 79:73 (+6)   |
| 55. | I, 1998     | 17-19-19 (+2)  | 79:73 (+6)   |
| 56. | I, 1998     | 17-19-20 (+3)  | 79:74 (+5)   |
| 57. | I, 1999     | 17-19-21 (+4)  | 79:79 (0)    |
| 58. | I, 1999     | 17-19-22 (+5)  | 81:82 (+1)   |
| 59. | I, 2000     | 17-19-23 (+6)  | 81:84 (+3)   |
| 60. | II, 2004    | 17-20-23 (+6)  | 83:86 (+3)   |
| 61. | II, 2005    | 17-21-23 (+6)  | 83:86 (+3)   |
| 62. | II, 2005    | 17-22-23 (+6)  | 85:88 (+3)   |
| 63. | II, 2006    | 17-22-24 (+7)  | 86:91 (+5)   |
| 64. | I, 2006     | 17-22-25 (+8)  | 87:93 (+6)   |
| 65. | I, 2007     | 17-23-25 (+8)  | 87:93 (+6)   |
| 66. | I, 2007     | 17-24-25 (+8)  | 87:93 (+6)   |
| 67. | I, 2008     | 18-24-25 (+7)  | 89:93 (+4)   |
| 68. | II, 2009    | 18-24-26 (+8)  | 90:95 (+5)   |
| 69. | II, 2010    | 18-24-27 (+9)  | 91:99 (+8)   |
| 70. | I, 2011     | 19-24-27 (+8)  | 92:99 (+7)   |
| 71. | I, 2012     | 19-25-27 (+8)  | 93:100 (+7)  |
| 72. | IV, 2016    | 19-26-27 (+8)  | 95:102 (+7)  |
| 73. | IV, 2017    | 19-27-27 (+8)  | 95:102 (+7)  |
| 74. | II, 2020    | 20-27-27 (+7)  | 97:102 (+5)  |
| 75. | II, 2021    | 20-28-27 (+7)  | 99:104 (+5)  |
| 76. | II, 2021    | 20-29-27 (+7)  | 101:106 (+5) |
| 77. | II, 2022    | 20-29-28 (+8)  | 101:107 (+6) |
| 78. | I, 2023     | 20-29-29 (+9)  | 101:108 (+7) |
| 79. | I, 2024     | 20-29-30 (+10) | 101:110 (+9) |

### Mistrzostwa Łodzi

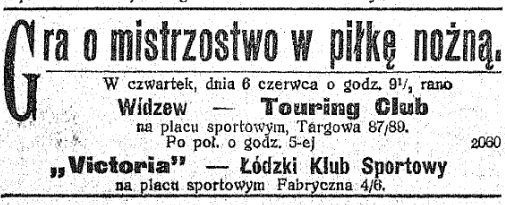
Zapowiedź meczów o mistrzostwo Łodzi Widzew – Touring-Club oraz Victoria – ŁKS (6 czerwca 1912) w dzienniku „Rozwój” z 5 czerwca 1912

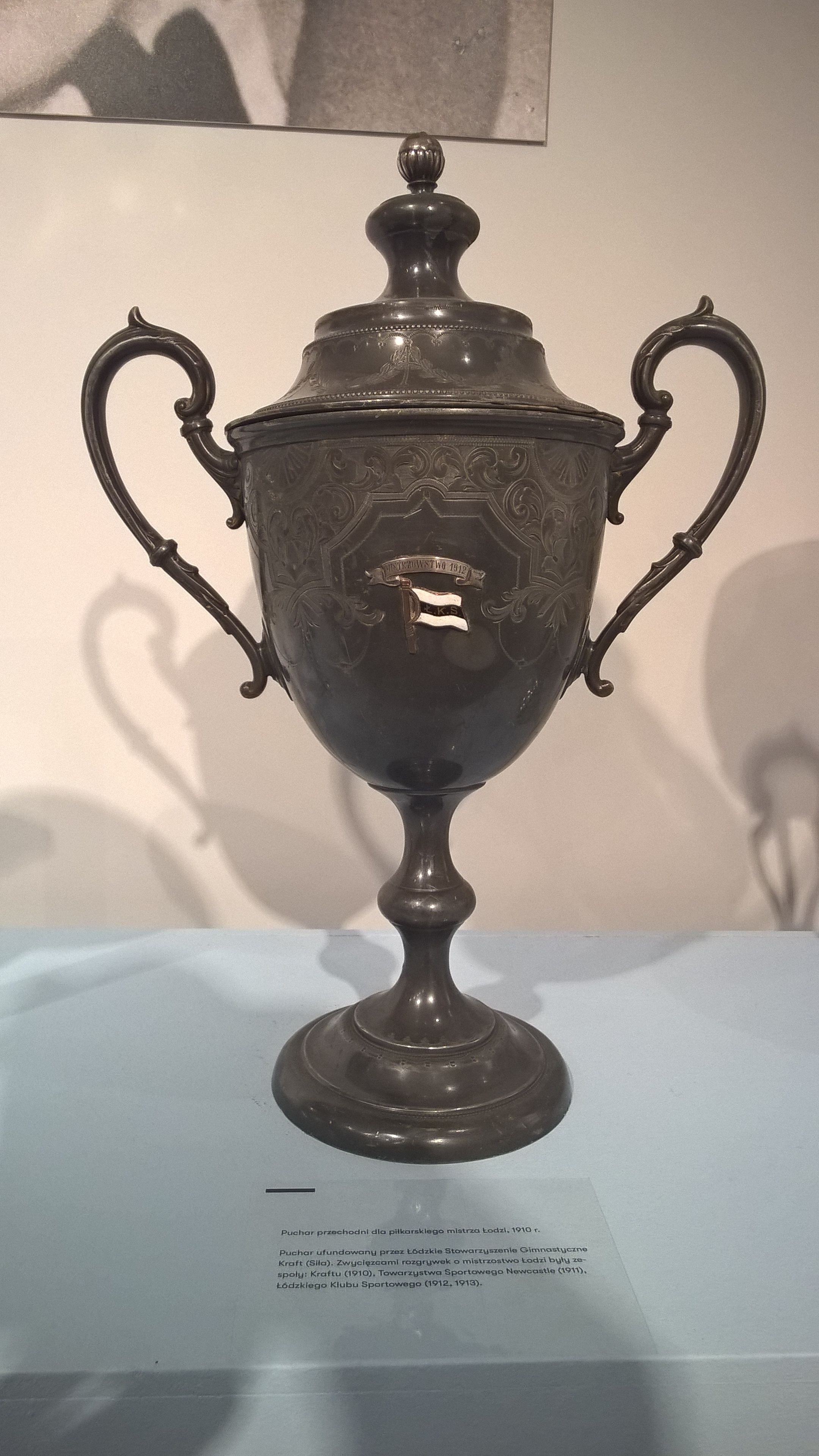
Puchar Smitha i Gilchrista. Nagroda przechodnia, nazywana „Pucharem wędrownym”, dla piłkarskiego mistrza Łodzi w latach 1910–14

Jeszcze przed wybuchem I wojny światowej w Łodzi prowadzono rozgrywki o mistrzostwo miasta. Organizatorem był „Lodzer Fußball Verband”, a główną nagrodą był puchar (nazywany „wędrownym”) ufundowany przez Anglików: Roberta Smitha i Aleksandra Gilchrista (pochodzący z Manchesteru Smith, zapalony działacz piłkarski, pracował w jednej z łódzkich fabryk). W mistrzostwach brały udział nie tylko drużyny związane z polskim środowiskiem, ale także z niemieckim i angielskim. W 1910 triumfował TV Kraft, a w rok później Newcastle. W 1912 po raz pierwszy zwycięzcą został polski klub – ŁKS. Wyczyn ten powtórzył także w następnym roku. Była to ostatnia dokończona edycja tych rozgrywek przed wojną.
Podczas mistrzostw organizowanych przez „Lodzer Fußball Verband” rozegrano pierwsze oficjalne derby Łodzi ŁKS – Widzew. 25 czerwca 1911, na boisku przy ul. Targowej, TMRF „Widzew” podejmował faworyzowaną ekipę Łódzkiego Klubu Sportowego. Mecz zakończył się niespodziewanym zwycięstwem widzewiaków 2:1 (2:1). Relację z tego spotkania zanotował dziennikarz łódzkiej gazety „Rozwój”:

Wczoraj odbyły się dwie gry o mistrzostwo Łodzi w piłkę nożną. Na placu sportowym Tow. „Kraft” o godz. pół do 11 walczyły drużyny Tow. Mił. Rozwoju Fizycznego „Widzew” z Łódzkim Klubem Sportowym. Nieoczekiwanym i nadzwyczajnym rezultatem zakończono grę, bo wygraną dla T.M.R.F. „Widzew” 2 do 1.

### Mistrzostwa Polski
W 1920 wystartowały mistrzostwa Polski w piłce nożnej, jednak ze względu na konflikt polsko-bolszewicki całość rozgrywek została przeprowadzona dopiero w rok później. Wówczas też rozegrano eliminacje do ogólnopolskich zmagań w okręgu łódzkim, które wygrał ŁKS. W pokonanym polu pozostawił m.in. Klub Turystów Łódź oraz ŁTSG Łódź.
Do pierwszego pojedynku pierwszych drużyn ŁKS-u i Widzewa doszło 1 marca 1925 w meczu towarzyskim, zakończonym zwycięstwem ŁKS-u 4:0. W przeciągu roku zespoły się spotykały jeszcze czterokrotnie. Wszystkie mecze wygrał ŁKS, m.in. 13:0 i 17:2. Pierwszy mecz w oficjalnych rozgrywkach odbył się w marcu 1926. Było to spotkanie pierwszej edycji Pucharu Polski, na szczeblu regionalnym, a wygrał wyżej notowany ŁKS 3:0. Jeszcze w tym samym roku rozegrano dwa kolejne spotkania, tym razem w ramach łódzkiej Klasy A, wysoko wygrane przez ŁKS, który po sezonie współtworzył Ligę. Następnie do końca okresu międzywojennego pierwsze zespoły ŁKS-u i Widzewa grały w różnych klasach rozgrywkowych i spotykały się wyłącznie w meczach towarzyskich. W 1927 ŁKS wygrał z Widzewem 7:2 w finale turnieju o puchar Expressu Wieczornego Ilustrowanego, a w 1931 zespoły zagrały mecz w Pabianicach.
Pierwsze ligowe derby Łodzi zostały rozegrane 3 kwietnia 1927, pomiędzy Łódzkim Klubem Sportowym a wspomnianym wcześniej Klubem Turystów Łódź. Wygrał ŁKS 2:0 po bramkach Jana Durki. W rewanżu 7 sierpnia 1927, Turyści zrewanżowali się, wygrywając 4:2. Drużyny te rywalizowały ze sobą także w 1928 i 1929. W następnych latach na najwyższym szczeblu rozgrywek ŁKS potykał się jeszcze z ŁTSG (1930).
Kolejne spotkania ŁKS-u i Widzewa się odbyły już po II wojnie światowej w ramach łódzkiej ligi okręgowej sezonu 1945/1946, której zwycięzca, ŁKS, awansował do mistrzostw Polski. 3 czerwca 1948, na stadionie przy al. Unii (choć gospodarzem był Widzew), drużyny ŁKS-u i Widzewa po raz pierwszy spotkały się w ekstraklasie. Wygrał bardziej doświadczony ŁKS 6:2 (4:1). Bramki dla zwycięzców zdobyli Janeczek (3), Baran (2) oraz Łuć, a dla widzewiaków Fornalczyk (2).
Regularne spotkania derbowe, pomiędzy tymi drużynami, rozpoczęły się jednak dopiero w 1975 wraz z ponownym awansem Widzewa do I ligi. Beniaminek udanie zrewanżował się Rycerzom Wiosny z al. Unii za dwie porażki sprzed 27 lat. Dnia 6 sierpnia 1975, na stadionie ŁKS-u (w obecności ok. 35 tys. widzów), Widzew zwyciężył 2:1 (0:1) po dwóch bramkach Błachny.
Na szczeblu centralnym rozgrywek ligowych w Polsce w latach 1968–1971 dochodziło ponadto do derbowych pojedynków pomiędzy ŁKS-em a Startem i Włókniarzem (II liga; dziś I-sza). Z pierwszym z tych klubów Biało-Czerwono-Biali grali czterokrotnie, uzyskując trzy remisy i jedną wygraną; z drugim rywalizowali dwukrotnie, z obu spotkań wychodząc zwycięsko.

## Derby nieoficjalne
| 7.03.1926 | Widzew Łódź | 0:3 | Łódzki Klub Sportowy |  |
|           |             |     |                      |  |

## Derby w polskich rozgrywkach
| 09.05.1926 | Widzew Łódź          | - | Łódzki Klub Sportowy | 2 : 5 | (0 : 3) |  |
| 06.06.1926 | Łódzki Klub Sportowy | - | Widzew Łódź          | 7 : 1 | (4 : 0) |  |

| 11.11.1945 | Widzew Łódź          | - | Łódzki Klub Sportowy | 1 : 4 | (1 : 3) |  |
| 1946       | Łódzki Klub Sportowy | - | Widzew Łódź          | 5 : 2 | (4 : 2) |  |

### Mecze w ekstraklasie
| 03.06.1948* | Widzew Łódź          | - | Łódzki Klub Sportowy | 2 : 6 | (1 : 4) | Fornalczyk 38', 76' - Janeczek 6', 21', 57', Łuć 16', Baran 44', 55'             |
| 09.09.1948  | Łódzki Klub Sportowy | - | Widzew Łódź          | 6 : 1 | (4 : 1) | Łącz 10', 12', Janeczek 31' (k), 63', Pietrzak 43', Hogendorf 76' - Okupiński 4' |

| 06.08.1975  | Łódzki Klub Sportowy | - | Widzew Łódź          | 1 : 2 | (1 : 0) | Mszyca 1' - Błachno 73', 87'      |
| 07.03.1976* | Widzew Łódź          | - | Łódzki Klub Sportowy | 3 : 0 | (1 : 0) | Możejko 2', Boniek 63', Dawid 87' |

| 24.10.1976* | Widzew Łódź          | - | Łódzki Klub Sportowy | 0 : 0 | (0 : 0) |               |
| 07.05.1977  | Łódzki Klub Sportowy | - | Widzew Łódź          | 0 : 1 | (0 : 0) | - Błachno 58' |

| 24.09.1977 | Łódzki Klub Sportowy | - | Widzew Łódź          | 2 : 1 | (1 : 1) | Sobol 41', Drozdowski 60' - Rozborski 16' |
| 30.03.1978 | Widzew Łódź          | - | Łódzki Klub Sportowy | 3 : 0 | (1 : 0) | Dawid 18', Surlit 57', Boniek 73'         |

| 10.09.1978* | Widzew Łódź          | - | Łódzki Klub Sportowy | 1 : 0 | (1 : 0) | Pięta 45'                       |
| 25.04.1979  | Łódzki Klub Sportowy | - | Widzew Łódź          | 1 : 1 | (1 : 1) | Nowak 33' - Bulzacki 28' (sam.) |

| 05.09.1979  | Łódzki Klub Sportowy | - | Widzew Łódź          | 1 : 1 | (0 : 0) | Miłoszewicz 50' - Błachno 47' (k.) |
| 30.04.1980* | Widzew Łódź          | - | Łódzki Klub Sportowy | 1 : 1 | (0 : 1) | Smolarek 52' - Dziuba 43'          |

| 31.08.1980 | Łódzki Klub Sportowy | - | Widzew Łódź          | 0 : 0 | (0 : 0) |                           |
| 01.04.1981 | Widzew Łódź          | - | Łódzki Klub Sportowy | 1 : 1 | (1 : 0) | Smolarek 10' - Dziuba 53' |

| 19.09.1981 | Łódzki Klub Sportowy | - | Widzew Łódź          | 1 : 2 | (1 : 1) | Płachta 34' - Tłokiński 41', 54'              |
| 07.04.1982 | Widzew Łódź          | - | Łódzki Klub Sportowy | 3 : 1 | (3 : 0) | Kamiński 23', 31', Smolarek 43' - Płachta 90' |

| 21.08.1982 | Łódzki Klub Sportowy | - | Widzew Łódź          | 0 : 0 | (0 : 0) |                                                       |
| 30.03.1983 | Widzew Łódź          | - | Łódzki Klub Sportowy | 3 : 1 | (2 : 1) | Smolarek 11', Wójcicki 43', Tłokiński 61' - Gajda 26' |

| 18.09.1983 | Widzew Łódź          | - | Łódzki Klub Sportowy | 3 : 1 | (1 : 1) | Leszczyk 25', 47', Dziekanowski 74' - Sybilski 45'                       |
| 05.05.1984 | Łódzki Klub Sportowy | - | Widzew Łódź          | 3 : 3 | (2 : 2) | Chojnacki 39', 82' (k), Klimas 45' - Smolarek 17', Wraga 32', Gierek 79' |

| 25.08.1984 | Łódzki Klub Sportowy | - | Widzew Łódź          | 0 : 1 | (0 : 1) | - Smolarek 28'                                             |
| 31.03.1985 | Widzew Łódź          | - | Łódzki Klub Sportowy | 4 : 1 | (2 : 1) | Dziekanowski 13', 63', Smolarek 32', Kajrys 66' - Baran 2' |

| 10.08.1985 | Łódzki Klub Sportowy | - | Widzew Łódź          | 0 : 0 | (0 : 0) |  |
| 02.03.1986 | Widzew Łódź          | - | Łódzki Klub Sportowy | 0 : 0 | (0 : 0) |  |

| 06.09.1986 | Łódzki Klub Sportowy | - | Widzew Łódź          | 1 : 0 | (1 : 0) | Baran 36'  |
| 05.04.1987 | Widzew Łódź          | - | Łódzki Klub Sportowy | 1 : 0 | (1 : 0) | Kajrys 23' |

| 26.08.1987 | Widzew Łódź          | - | Łódzki Klub Sportowy | 1 : 0 | (0 : 0) | Putek 50'       |
| 02.04.1988 | Łódzki Klub Sportowy | - | Widzew Łódź          | 1 : 0 | (1 : 0) | Robakiewicz 20' |

| 20.08.1988 | Łódzki Klub Sportowy | - | Widzew Łódź          | 1 : 0 | (0 : 0) | Soczyński 87'                                                  |
| 29.03.1989 | Widzew Łódź          | - | Łódzki Klub Sportowy | 3 : 1 | (1 : 1) | Świątek 19' (k.), 73' (k.), Różycki 48' (sam.) - Soczyński 31' |

| 16.09.1989 | Widzew Łódź          | - | Łódzki Klub Sportowy | 1 : 1 | (1 : 0) | Bayer 14' - Podolski 49' |
| 13.04.1990 | Łódzki Klub Sportowy | - | Widzew Łódź          | 1 : 0 | (1 : 0) | Ziober 34'               |

| 24.08.1991 | Widzew Łódź          | - | Łódzki Klub Sportowy | 1 : 1 | (0 : 0) | Miąszkiewicz 47' - Wieszczycki 49' |
| 17.04.1992 | Łódzki Klub Sportowy | - | Widzew Łódź          | 2 : 0 | (0 : 0) | Żurowski 81', Cebula 83'           |

| 29.08.1992 | Łódzki Klub Sportowy | - | Widzew Łódź          | 3 : 3 | (2 : 3) | Płuciennik 3', Leszczyński 7', 70' - Iwanicki 4', Koniarek 6', Cecherz 40' |
| 07.04.1993 | Widzew Łódź          | - | Łódzki Klub Sportowy | 2 : 0 | (0 : 0) | Iwanicki 48', 88'                                                          |

| 25.09.1993 | Widzew Łódź          | - | Łódzki Klub Sportowy | 0 : 1 | (0 : 1) | - Płuciennik 41' |
| 21.05.1994 | Łódzki Klub Sportowy | - | Widzew Łódź          | 0 : 0 | (0 : 0) |                  |

| 18.09.1994 | Łódzki Klub Sportowy | - | Widzew Łódź          | 2 : 4 | (1 : 2) | Płuciennik 7', Krysiak 53' - Podolski 12' (k.), Michalczuk 33', Kowalczyk 48', Pikuta 86' |
| 15.04.1995 | Widzew Łódź          | - | Łódzki Klub Sportowy | 1 : 0 | (1 : 0) | Mielcarski 36'                                                                            |

| 26.08.1995 | Widzew Łódź          | - | Łódzki Klub Sportowy | 3 : 1 | (1 : 1) | Koniarek 24', 90', Czerwiec 50' - Mięciel 6' |
| 06.04.1996 | Łódzki Klub Sportowy | - | Widzew Łódź          | 1 : 1 | (1 : 1) | Saganowski 21' - Siadaczka 28'               |

| 31.07.1996 | Łódzki Klub Sportowy | - | Widzew Łódź          | 1 : 1 | (1 : 1) | Saganowski 7' - Wyciszkiewicz 42' |
| 05.03.1997 | Widzew Łódź          | - | Łódzki Klub Sportowy | 0 : 1 | (0 : 0) | - Danielewicz 84'                 |

| 08.11.1997 | Łódzki Klub Sportowy | - | Widzew Łódź          | 2 : 3 | (1 : 1) | Trzeciak 33', Saganowski 63' - Curtianu 23', Szymkowiak 77', Kobylański 86' |
| 03.06.1998 | Widzew Łódź          | - | Łódzki Klub Sportowy | 0 : 0 | (0 : 0) |                                                                             |

| 14.11.1998 | Łódzki Klub Sportowy | - | Widzew Łódź          | 0 : 1 | (0 : 1) | - Szymkowiak 22'                                           |
| 29.05.1999 | Widzew Łódź          | - | Łódzki Klub Sportowy | 5 : 0 | (4 : 0) | Wichniarek 9', 45' (k), 64', Gęsior 21', Świętosławski 41' |

| 27.10.1999 | Łódzki Klub Sportowy | - | Widzew Łódź          | 2 : 3 | (1 : 2) | Wyciszkiewicz 42', Wieszczycki 90' - Kiełbowicz 8', 26', Zając 83' |
| 19.03.2000 | Widzew Łódź          | - | Łódzki Klub Sportowy | 2 : 0 | (2 : 0) | Poškus 22', 36'                                                    |

| 11.08.2006 | Widzew Łódź          | - | Łódzki Klub Sportowy | 2 : 1 | (2 : 1) | Tychowski 10', Bogunović 31' - Madej 45' |
| 16.03.2007 | Łódzki Klub Sportowy | - | Widzew Łódź          | 0 : 0 | (0 : 0) |                                          |

| 05.10.2007 | Widzew Łódź          | - | Łódzki Klub Sportowy | 0 : 0 | (0 : 0) |                       |
| 11.04.2008 | Łódzki Klub Sportowy | - | Widzew Łódź          | 2 : 0 | (1 : 0) | Adamski 14', Kłos 51' |

| 17.10.2011 | Widzew Łódź          | - | Łódzki Klub Sportowy | 0 : 1 | (0 : 0) | - Mięciel 84'                  |
| 09.04.2012 | Łódzki Klub Sportowy | - | Widzew Łódź          | 1 : 1 | (0 : 0) | Saganowski 52' - Kaczmarek 50' |

| 12.08.2023 | Widzew Łódź          | - | Łódzki Klub Sportowy | 1 : 0 | (1 : 0) | Sánchez 45+1'                   |
| 18.02.2024 | Łódzki Klub Sportowy | - | Widzew Łódź          | 0 : 2 | (0 : 0) | - Sánchez 54' Fábio Nunes 90+2' |

#### Strzelcy bramek
Strzelcy bramek dla Widzewa (46 zawodników + 2 samobójcze):
7 – Włodzimierz Smolarek
4 – Tadeusz Błachno
3 – Dariusz Dziekanowski, Leszek Iwanicki, Marek Koniarek, Mirosław Tłokiński, Artur Wichniarek
2 – Zbigniew Boniek, Henryk Dawid, Bolesław Fornalczyk, Krzysztof Kamiński, Tomasz Kiełbowicz, Jerzy Leszczyk, Krzysztof Kajrys, Robertas Poskus, Mirosław Szymkowiak, Tadeusz Świątek, Jordi Sánchez
1 – Jacek Bayer, Sasha Bogunović, Jarosław Cecherz, Alexandru Curtianu, Ryszard Czerwiec, Dariusz Gęsior, Jacek Gierek, Marcin Kaczmarek, Andrzej Kobylański, Radosław Kowalczyk, Paweł Miąszkiewicz, Andrzej Michalczuk, Grzegorz Mielcarski, Andrzej Możejko, Marian Okupiński, Marek Pięta, Bogdan Pikuta, Dariusz Podolski, Kazimierz Putek, Zdzisław Rozborski, Rafał Siadaczka, Krzysztof Surlit, Arkadiusz Świętosławski, Andrzej Tychowski, Roman Wójcicki, Wiesław Wraga, Zbigniew Wyciszkiewicz, Marcin Zając, Fábio Nunes.
Strzelcy bramek dla ŁKS-u (36 zawodników):
5 – Longin Janeczek
4 – Marek Saganowski
3 – Jacek Płuciennik
2 – Krzysztof Baran, Stanisław Baran, Marek Chojnacki, Marek Dziuba, Zdzisław Leszczyński, Marian Łącz, Marcin Mięciel, Marek Płachta, Piotr Soczyński, Tomasz Wieszczycki
1 – Marcin Adamski, Tomasz Cebula, Marcin Danielewicz, Andrzej Drozdowski, Dariusz Gajda, Tadeusz Hogendorf, Arkadiusz Klimas, Tomasz Kłos, Grzegorz Krysiak, Zbigniew Łuć, Łukasz Madej, Henryk Miłoszewicz, Jan Mszyca, Witold Nowak, Bogusław Pietrzak, Dariusz Podolski, Ryszard Robakiewicz, Jan Sobol, Grzegorz Sybilski, Mirosław Trzeciak, Zbigniew Wyciszkiewicz, Jacek Ziober, Bogdan Żurowski.

### Mecze w I lidze (dawnej II lidze)
| 05.11.2004 | Łódzki Klub Sportowy | - | Widzew Łódź          | 2 : 2 | (0 : 1) | Niżnik 49', 75'(k) - Pawlak 23'(k), Lato 59' |
| 08.06.2005 | Widzew Łódź          | - | Łódzki Klub Sportowy | 0 : 0 | (0 : 0) |                                              |

| 01.10.2005 | Widzew Łódź          | - | Łódzki Klub Sportowy | 2 : 2 | (1 : 0) | Grzelak 19', 72' - Kłus 62', Piątkowski 71' |
| 10.05.2006 | Łódzki Klub Sportowy | - | Widzew Łódź          | 1 : 3 | (1 : 1) | Łakomy 35' - Grzelak 3', 62', Kuzera 50'    |

| 14.08.2009 | Widzew Łódź          | - | Łódzki Klub Sportowy | 2 : 1 | (0 : 0) | Budka 58', Matusiak 60' - Mowlik 49'                    |
| 07.03.2010 | Łódzki Klub Sportowy | - | Widzew Łódź          | 1 : 4 | (1 : 2) | Kujawa 31' - Šernas 41', Panka 44', Broź 82', Robak 90' |

| 16.09.2020 | Widzew Łódź | - | ŁKS Łódź    | 0 : 2 | (0:1) | - Rozwandowicz 15', Klimczak 64'                   |
| 06.03.2021 | ŁKS Łódź    | - | Widzew Łódź | 2 : 2 | (0:2) | Pirulo 49', Ricardinho 85' - Nowak 25', Ameyaw 28' |

| 24.10.2021 | Widzew Łódź | - | ŁKS Łódź    | 2 : 2 | (1 : 2) | Stępiński 41', Dejewski 87' - Pirulo 17', Dąbrowski 29' |
| 03.05.2022 | ŁKS Łódź    | - | Widzew Łódź | 0 : 1 | (0 : 0) | - Pawłowski 80'                                         |

#### Strzelcy bramek
Strzelcy bramek dla Widzewa:
4 – Bartłomiej Grzelak
1 – Kamil Kuzera, Rafał Pawlak, Jarosław Lato, Adrian Budka, Radosław Matusiak, Darvydas Šernas, Mindaugas Panka, Łukasz Broź, Marcin Robak, Krystian Nowak, Michael Ameyaw, Patryk Stępiński, Tomasz Dejewski
Strzelcy bramek dla ŁKS-u:
2 – Rafał Niżnik, Pirulo, Maciej Dąbrowski
1 – Dariusz Kłus, Robert Łakomy, Jarosław Piątkowski, Mariusz Mowlik, Rafał Kujawa, Ricardinho

### Mecze w III lidze (IV poziom ligowy)
| 16.10.2016 | Łódzki Klub Sportowy | - | Widzew Łódź          | 2 : 2 | (1 : 0) | Radionow 25', Kowal 90+2' - Mąka 49', Michalski 62' |
| 17.05.2017 | Widzew Łódź          | - | Łódzki Klub Sportowy | 0 : 0 | (0 : 0) |                                                     |

#### Strzelcy bramek
Strzelcy bramek dla Widzewa:
1 – Daniel Mąka, Mateusz Michalski
Strzelcy bramek dla ŁKS-u:
1 – Maksym Kowal, Jewhen Radionow

### Mecze w Pucharze Polski (szczebel centralny)
| Puchar Polski 1979/1980 24 października 1979 | Widzew Łódź | 2:2 po dog. k. 1:4 | Łódzki Klub Sportowy |  |
|                                              |             |                    |                      |  |

| Puchar Polski 1980/1981 | Łódzki Klub Sportowy | 2:1 | Widzew Łódź |  |
|                         |                      |     |             |  |

| Puchar Polski 1983/1984 19 listopada 1983 | Łódzki Klub Sportowy | 2:1 | Widzew Łódź |  |
|                                           |                      |     |             |  |

### Mecze w Pucharze Ligi
| Puchar Ligi 1977 8.06.1977 | Widzew Łódź | 1:1 | Łódzki Klub Sportowy |  |
|                            |             |     |                      |  |

## Bilans i rekordy
| rozgrywki                                                                   | liczba spotkań | zwycięstwa ŁKS-u | remisy | zwycięstwa Widzewa | bramki              | najwyższe zwycięstwo            | najwyższe zwycięstwo            |
| --------------------------------------------------------------------------- | -------------- | ---------------- | ------ | ------------------ | ------------------- | ------------------------------- | ------------------------------- |
| I poziom ligowy (do 2008 I liga, od 2008 Ekstraklasa)                       | 58             | 12               | 20     | 26                 | 79:55 dla Widzewa   | 1948: 6:1 dla ŁKS-u             | 1999: 5:0 dla Widzewa           |
| II poziom ligowy (od 1920 do 1948 Klasa A, do 2008 II liga, od 2008 I liga) | 14             | 5                | 5      | 4                  | 34:24 dla ŁKS-u     | 1926: 7:1 dla ŁKS-u             | 1926: 7:1 dla ŁKS-u             |
| Puchar Polski (na szczeblu centralnym)                                      | 3              | 2                | 1      | 0                  | 6:4 dla ŁKS-u       | 1980/81, 1983/84: 2:1 dla ŁKS-u | 1980/81, 1983/84: 2:1 dla ŁKS-u |
| Puchar Polski (na szczeblu regionalnym)                                     | 1              | 1                | 0      | 0                  | 3:0 dla ŁKS-u       | 1926: 3:0 dla ŁKS-u             | 1926: 3:0 dla ŁKS-u             |
| IV poziom ligowy (od 2008 III liga)                                         | 2              | 0                | 2      | 0                  | 2:2                 |                                 |                                 |
| Puchar Ligi                                                                 | 1              | 0                | 1      | 0                  | 1:1                 |                                 |                                 |
| łącznie                                                                     | 79             | 20               | 29     | 30                 | 110:101 dla Widzewa | 1926: 7:1 dla ŁKS-u             | 1926: 7:1 dla ŁKS-u             |

Rekordy:
- Najwyższe zwycięstwo: ŁKS - Widzew 7:1 (1926)
- Najwięcej bramek w meczu: 8 - ŁKS - Widzew 7:1 (1926), Widzew - ŁKS 2:6 (1948)
- Najwięcej zwycięstw z rzędu: 7 - ŁKS w latach 1926-1948 (bramki: 36:9), pierwsza porażka po tej serii w 1975
- Najwięcej meczów bez porażki z rzędu: 13 - Widzew w latach 1997-2007 (7 zwycięstw i 6 remisów, bramki: 23:10), pierwsza porażka po tej serii w 2008
- Najwyższy remis: ŁKS - Widzew 3:3 (1984)

## Pozycje ligowe
Porównanie pozycji ligowych ŁKS-u i Widzewa od 1948 roku:
|        | 48    | 49    | 50    | 51    | 52    | 53    | 54    | 55    | 56    | 57    | 58    | 59    | 60    | 61    | 62    | 62/63 | 63/64 | 64/65 | 65/66 | 66/67 | 67/68 | 68/69 | 69/70 | 70/71 |
| ------ | ----- | ----- | ----- | ----- | ----- | ----- | ----- | ----- | ----- | ----- | ----- | ----- | ----- | ----- | ----- | ----- | ----- | ----- | ----- | ----- | ----- | ----- | ----- | ----- |
| ŁKS    | 8     | 6     | 9     | 9     | 12    | 2     | 2     | 8     | 4     | 3     | 1     | 8     | 10    | 9     | 10    | 12    | 10    | 9     | 12    | 5     | 13    | 5     | 3     | 2     |
| Widzew | 14    | 7     | 5     | 4     | 4     | 9     | 10    | 8     | 4     | 3     | 1     | 2     | 2     | 2     | 3     | 2     | 9     | 10    | 9     | 2     | 5     | 6     | 1     | 6     |
|        | 71/72 | 72/73 | 73/74 | 74/75 | 75/76 | 76/77 | 77/78 | 78/79 | 79/80 | 80/81 | 81/82 | 82/83 | 83/84 | 84/85 | 85/86 | 86/87 | 87/88 | 88/89 | 89/90 | 90/91 | 91/92 | 92/93 | 93/94 | 94/95 |
| ŁKS    | 12    | 6     | 6     | 13    | 13    | 7     | 4     | 12    | 7     | 13    | 12    | 7     | 14    | 6     | 8     | 9     | 4     | 10    | 8     | 11    | 11    | 3     | 4     | 7     |
| Widzew | 1     | 6     | 3     | 1     | 5     | 2     | 10    | 2     | 2     | 1     | 1     | 2     | 2     | 3     | 3     | 6     | 5     | 7     | 15    | 2     | 3     | 5     | 6     | 2     |
|        | 95/96 | 96/97 | 97/98 | 98/99 | 99/00 | 00/01 | 01/02 | 02/03 | 03/04 | 04/05 | 05/06 | 06/07 | 07/08 | 08/09 | 09/10 | 10/11 | 11/12 | 12/13 | 13/14 | 14/15 | 15/16 | 16/17 | 17/18 | 18/19 |
| ŁKS    | 4     | 6     | 1     | 11    | 15    | 12    | 14    | 9     | 8     | 9     | 2     | 9     | 11    | 16    | 4     | 1     | 15    | 18    | 1     | 5     | 6     | 2     | 2     | 2     |
| Widzew | 1     | 1     | 4     | 2     | 7     | 12    | 10    | 9     | 14    | 4     | 1     | 12    | 15    | 1     | 1     | 9     | 11    | 13    | 16    | 17    | 1     | 3     | 1     | 5     |
|        | 19/20 | 20/21 | 21/22 | 22/23 | 23/24 | 24/25 |       |       |       |       |       |       |       |       |       |       |       |       |       |       |       |       |       |       |
| ŁKS    | 16    | 5     | 10    | 1     | 18    |       |       |       |       |       |       |       |       |       |       |       |       |       |       |       |       |       |       |       |
| Widzew | 2     | 9     | 2     | 12    | 9     |       |       |       |       |       |       |       |       |       |       |       |       |       |       |       |       |       |       |       |

| Poziom ligowy | Poziom ligowy | Poziom ligowy | Poziom ligowy | Poziom ligowy |
| ------------- | ------------- | ------------- | ------------- | ------------- |
| I             | II            | III           | IV            | V             |

## Pozycje w klasyfikacji medalowej mistrzostw Polski
|        | 21 | 22   | 23 | 25 | 26 | 27 | 28 | 29 | 30 | 31 | 32 | 33 | 34 | 35 | 36 | 37 | 38 | 46 | 47 | 48 | 49 | 50 | 51 | 52 | 53 | 54     | 55 | 56 | 57   | 58    | 59 | 60 | 61 | 62 | 63 | 64 | 65 | 66 | 67 | 68 | 69 | 70 | 71 | 72 | 73 | 74 | 75 | 76 | 77     | 78 | 79     | 80     | 81    | 82    | 83     | 84     | 85   | 86   | 87 | 88 | 89 | 90 | 91 | 92   | 93   | 94 | 95     | 96    | 97    | 98    | 99     | 00 | 01 | 02 | 03 | 04 | 05 | 06 | 07 | 08 | 09 | 10 | 11 | 12 | 13 | 14 | 15 | 16 | 17 | 18 | 19 | 20 | 21 | 22 | 23 | 24 | 25 |
| ------ | -- | ---- | -- | -- | -- | -- | -- | -- | -- | -- | -- | -- | -- | -- | -- | -- | -- | -- | -- | -- | -- | -- | -- | -- | -- | ------ | -- | -- | ---- | ----- | -- | -- | -- | -- | -- | -- | -- | -- | -- | -- | -- | -- | -- | -- | -- | -- | -- | -- | ------ | -- | ------ | ------ | ----- | ----- | ------ | ------ | ---- | ---- | -- | -- | -- | -- | -- | ---- | ---- | -- | ------ | ----- | ----- | ----- | ------ | -- | -- | -- | -- | -- | -- | -- | -- | -- | -- | -- | -- | -- | -- | -- | -- | -- | -- | -- | -- | -- | -- | -- | -- | -- | -- |
| ŁKS    | –  | 5    | 6  | 6  | 6  | 7  | 7  | 8  | 9  | 9  | 9  | 10 | 10 | 10 | 10 | 11 | 11 | 11 | 11 | 11 | 11 | 12 | 12 | 13 | 14 | 10     | 11 | 11 | 12   | 9     | 10 | 10 | 10 | 10 | 10 | 10 | 10 | 10 | 10 | 10 | 10 | 10 | 10 | 10 | 10 | 10 | 10 | 11 | 11     | 11 | 11     | 11     | 12    | 13    | 13     | 14     | 14   | 14   | 14 | 14 | 14 | 14 | 14 | 14   | 14   | 14 | 14     | 14    | 14    | 11    | 11     | 12 | 12 | 12 | 12 | 12 | 12 | 12 | 12 | 12 | 12 | 12 | 12 | 13 | 13 | 13 | 13 | 13 | 13 | 13 | 13 | 13 | 13 | 13 | 13 | 13 | 13 |
| Medal  |    | brąz |    |    |    |    |    |    |    |    |    |    |    |    |    |    |    |    |    |    |    |    |    |    |    | srebro |    |    | brąz | złoto |    |    |    |    |    |    |    |    |    |    |    |    |    |    |    |    |    |    | srebro |    | srebro | srebro | złoto | złoto | srebro | srebro | brąz | brąz |    |    |    |    |    | brąz | brąz |    | srebro | złoto | złoto | złoto | srebro |    |    |    |    |    |    |    |    |    |    |    |    |    |    |    |    |    |    |    |    |    |    |    |    |    |    |
| Widzew | –  | –    | –  | –  | –  | –  | –  | –  | –  | –  | –  | –  | –  | –  | –  | –  | –  | –  | –  | –  | –  | –  | –  | –  | –  | –      | –  | –  | –    | –     | –  | –  | –  | –  | –  | –  | –  | –  | –  | –  | –  | –  | –  | –  | –  | –  | –  | –  | 17     | 17 | 15     | 15     | 10    | 9     | 9      | 8      | 8    | 8    | 8  | 8  | 8  | 9  | 9  | 9    | 9    | 9  | 9      | 8     | 7     | 7     | 7      | 7  | 7  | 7  | 7  | 7  | 7  | 7  | 7  | 7  | 7  | 7  | 7  | 7  | 7  | 7  | 7  | 7  | 7  | 7  | 7  | 7  | 7  | 7  | 7  | 7  | 7  |